# Joppa, Illinois
Joppa är en ort i Massac County i delstaten Illinois, USA.